# Сан Чезарио сул Панаро
Сан Чезарио сул Панаро (итал. San Cesario sul Panaro) је насеље у Италији у округу Модена, региону Емилија-Ромања.
Према процени из 2011. у насељу је живело 3193 становника. Насеље се налази на надморској висини од 55 м.

## Становништво
Према резултатима пописа становништва 2011. у општини је живело 6.117 становника.
| 1931. | 1936. | 1951. | 1961. | 1971. | 1981. | 1991. | 2001. | 2011. |
| ----- | ----- | ----- | ----- | ----- | ----- | ----- | ----- | ----- |
| 4.189 | 4.288 | 4.754 | 4.849 | 4.670 | 4.905 | 5.188 | 5.302 | 6.117 |